# Speranza

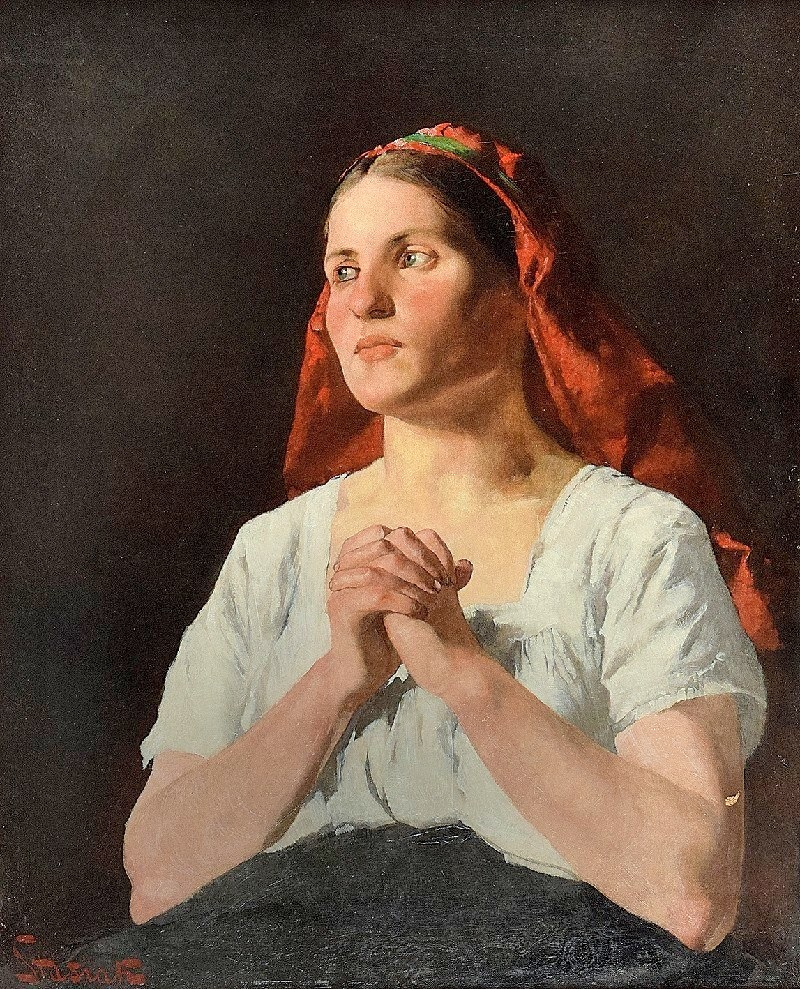
Nadzieja ("speranza" in polacco), dipinto di Ludwig Stasiak.

La speranza è la fiduciosa attesa di un bene che quanto più desiderato tanto più colora l'aspettativa di timore o paura per la sua mancata realizzazione.

## La speranza tra ragione e sentimento
Appaiono chiare nella stessa definizione della speranza alcune caratteristiche che sono ad essa connesse come l'attesa del futuro, il desiderio, il timore.
La speranza è tipica dell'uomo che, come afferma Edmund Husserl, «è un essere che progetta il suo futuro» poiché è mosso dal desiderio di una vita più felice di quella che vive nel presente e quindi esplora «con il pensiero e l'immaginazione le strade per arrivarci...Noi pensiamo al possibile perché speriamo di poterlo realizzare. La speranza è il fondamento del pensiero.» Ma la realizzazione del progetto da esplicare secondo ragione, mettendo da parte l'impulso e l'istinto, si scontra con il sentimento dell'indeterminatezza del futuro che genera il timore.

## La speranza nella storia del pensiero

### Mitologia greca

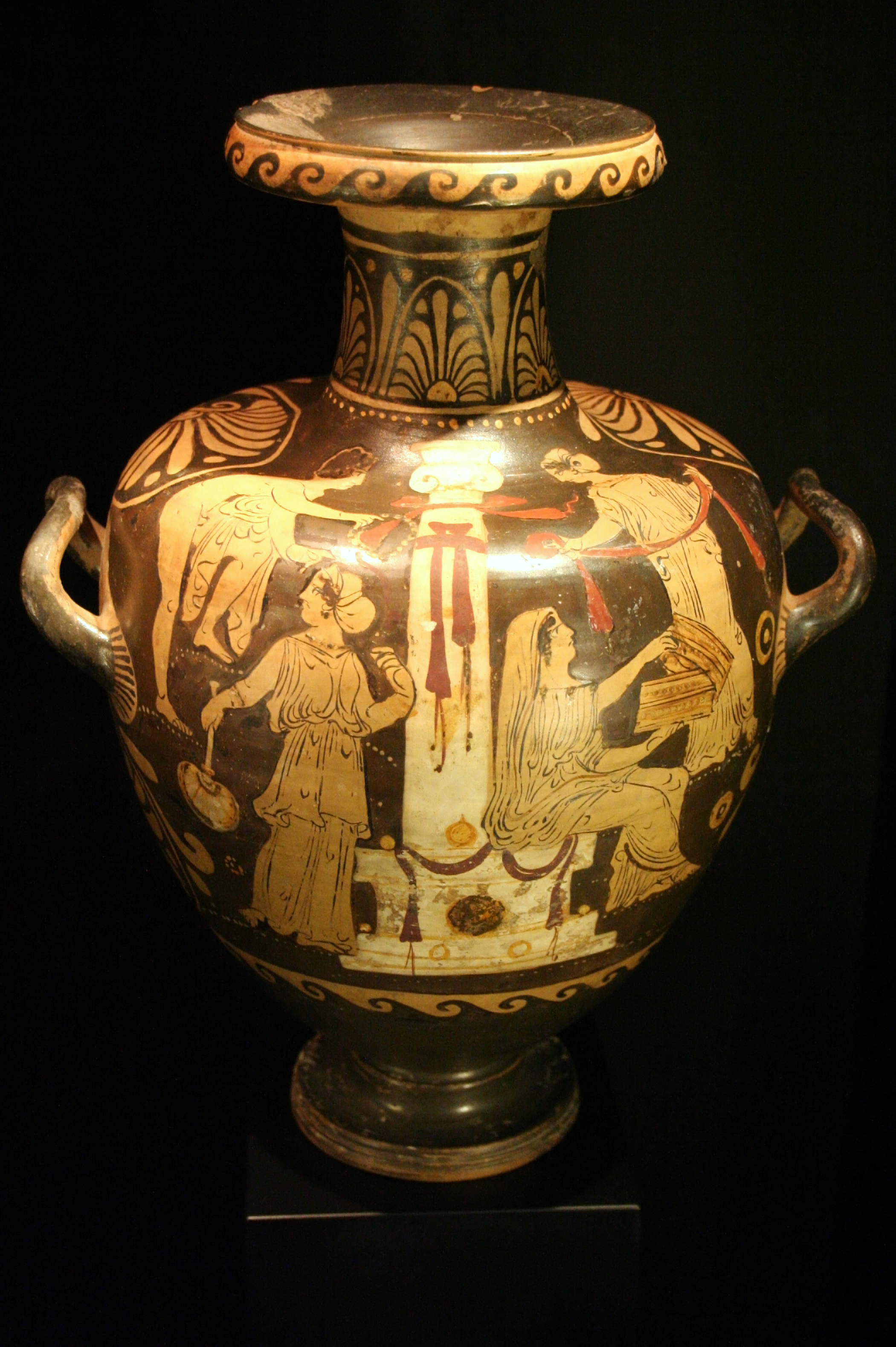
L'episodio di Pandora su un vaso greco del IV secolo a.C.

Nella mitologia greca Elpìs (Greco antico ἐελπίς, ἐελπίδος) era la personificazione dello spirito della speranza. Nell'opera del poeta greco antico Esiodo, Le opere e i giorni, essa è tra i doni che erano custoditi nel vaso regalato a Pandora (πάν δόρον "tutti i doni"), donna creata da Efesto.
Il mito narra infatti che Pandora avesse con sé un vaso che non doveva aprire, ma che aprì, spinta dalla curiosità, infliggendo all'umanità tutti i mali, ai quali rimase come rimedio ultimo quello della speranza, chiamata "Timor del futuro".
Ma quella femmina il grande coperchio del doglio dischiuse,

con luttuoso cuore, fra gli uomini, e i mali vi sparse.

Solo il Timor del futuro restò sotto l'orlo del doglio,

nell'infrangibile casa, né fuori volò dalla porta,

perché prima Pandora del vaso il coperchio rinchiuse,

come l'egíoco Giove, che i nuvoli aduna, le impose.

Ma vanno gli altri mali fra gli uomini innumeri errando,

perché piena è la terra di triboli, il pelago è pieno.

E vagolano morbi di giorno sugli uomini, ed altri

giungon di notte, improvvisi, recando cordoglio ai mortali,

muti, ché ad essi tolse la voce l'accorto Croníde:

sicché, modo non c'è di sfuggire ai voleri di Giove..
Nei versi 90-105 delle Opere e giorni Esiodo descrive la conclusione della vicenda umana attraverso il mito del "vaso di Pandora". Questa giara (πίθος pithos) che dovrebbe contenere il grano (βίος bios), contiene invece i "mali" che affliggono l'uomo e che sono fino a quel momento separati da lui, ma Pandora apre il vaso e li disperde ovunque facendo sì che l'esistenza umana venga da quel momento da questi afflitta. Solo Elpis (ελπίς), la Speranza, «l'attesa o il pensiero del presente-futuro che resta nel "pithos"; riparo al male schiacciante o dominante, in primis quello delle Chere di morte» rimane nel vaso per volere di Zeus.
Da quel momento i "mali" si presentano come "beni" e quando l'uomo li riconosce come "mali", questi ormai lo hanno raggiunto. Per poter raccogliere il bios, il nutrimento, e riempire la giara di "beni" l'uomo deve affrontare la fatica e la sofferenze ormai diffuse ovunque. Solo il lavoro, la costanza e la diligenza possono riempire di beni la giara della vita e nutrirla di buone speranze, regalando così all'esistenza umana momenti di serenità in mezzo ai mali diffusi da Pandora in ottemperanza alla punizione di Zeus.
Bisogna tuttavia anche tener presente che non a caso la speranza fosse all'interno del Vaso dei Mali, e quindi in parte un male essa stessa, affine agli altri sigillati nel πιθος.
È palese così l'ambivalenza che per gli antichi Greci possiede ελπις: infatti la speranza è da una parte ciò che fa distogliere lo sguardo dell'uomo dal suo destino di sofferenza e morte, ma al tempo stesso è una cortina di fumo che gli impedisce di vedere con chiarezza il futuro,  la realtà e verità delle cose.

### Aristotele

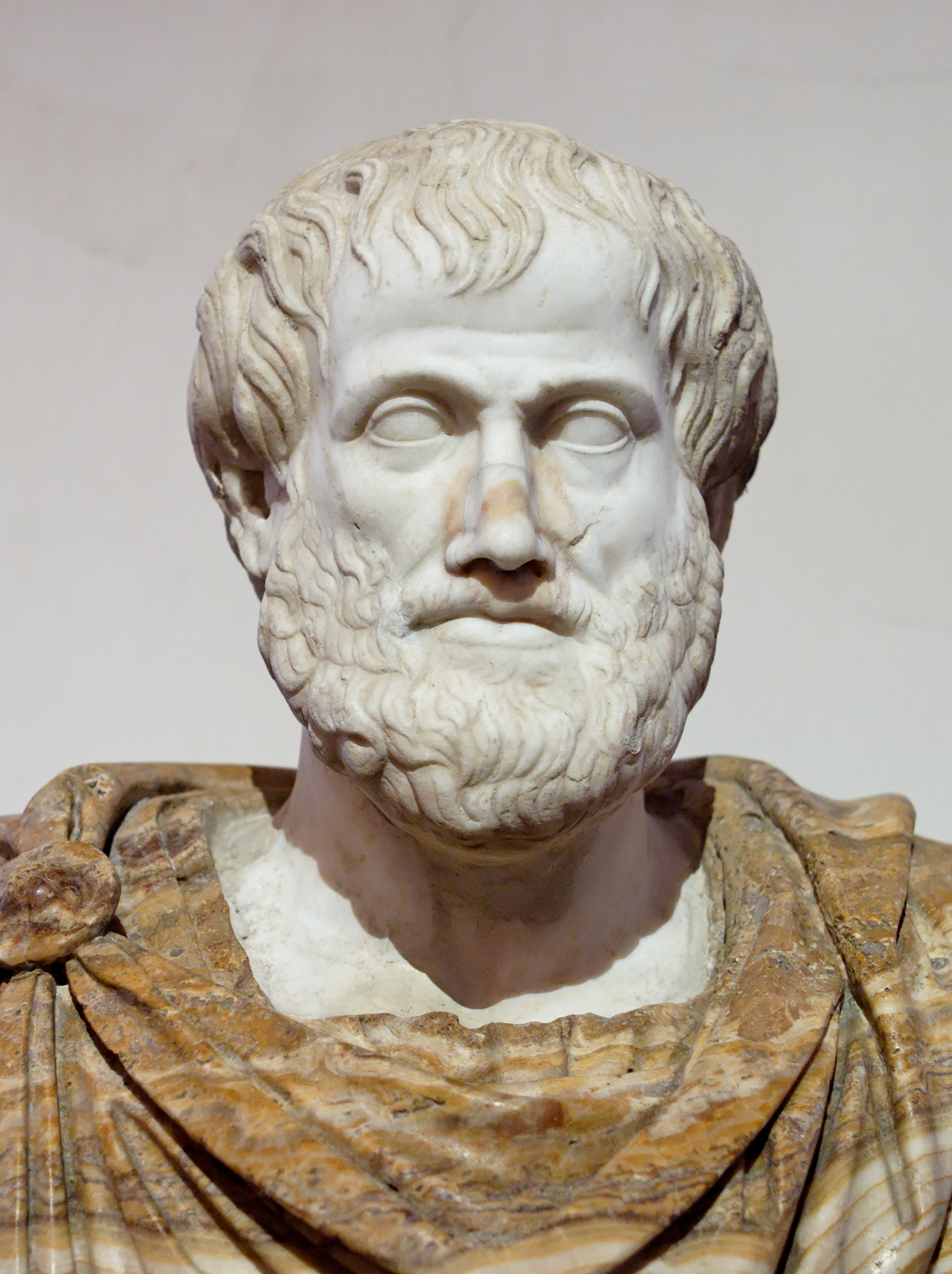
Aristotele

Il significato del termine "speranza" nella storia della filosofia trova adeguata definizione soprattutto in Aristotele che la concepisce come un atto della volontà che nasce da una abitudine virtuosa che in potenza tende al raggiungimento di un bene futuro difficile ma non impossibile da realizzare. In questo comportamento occorre che sia ben definito il bene che si vuole ottenere e il mezzo che rende congruamente possibile conseguirlo: per cui la speranza si riferisce non solo all'oggettivo bene verso cui tende la volontà, ma anche a ciò con cui si ha fiducia di ottenerlo.
Aristotele poi osserva come la speranza sia un atteggiamento che muta col mutare dell'età dell'uomo: la virtù della speranza è ben presente nella sua ben definita identità nella maturità, mentre nella giovinezza si manifesta con eccesso e nella vecchiaia difettosamente:
«...I giovani sono mutevoli e presto sazi nei loro desideri...e vivono la maggior parte del tempo nella speranza; infatti la speranza è relativa all'avvenire, così come il ricordo è relativo al passato e per i giovani l'avvenire è lungo e il passato breve...» perciò sono magnanimi perché inesperti e non ancora delusi dalla vita e, quindi, facili a sperare; i vecchi invece, amareggiati dalle asperità della vita passata e dai loro errori, sono meschini: si tengono al di sotto dei loro desideri e sperano solo ciò che attiene alla vita comune perché hanno paura del futuro.

### La Spes romana

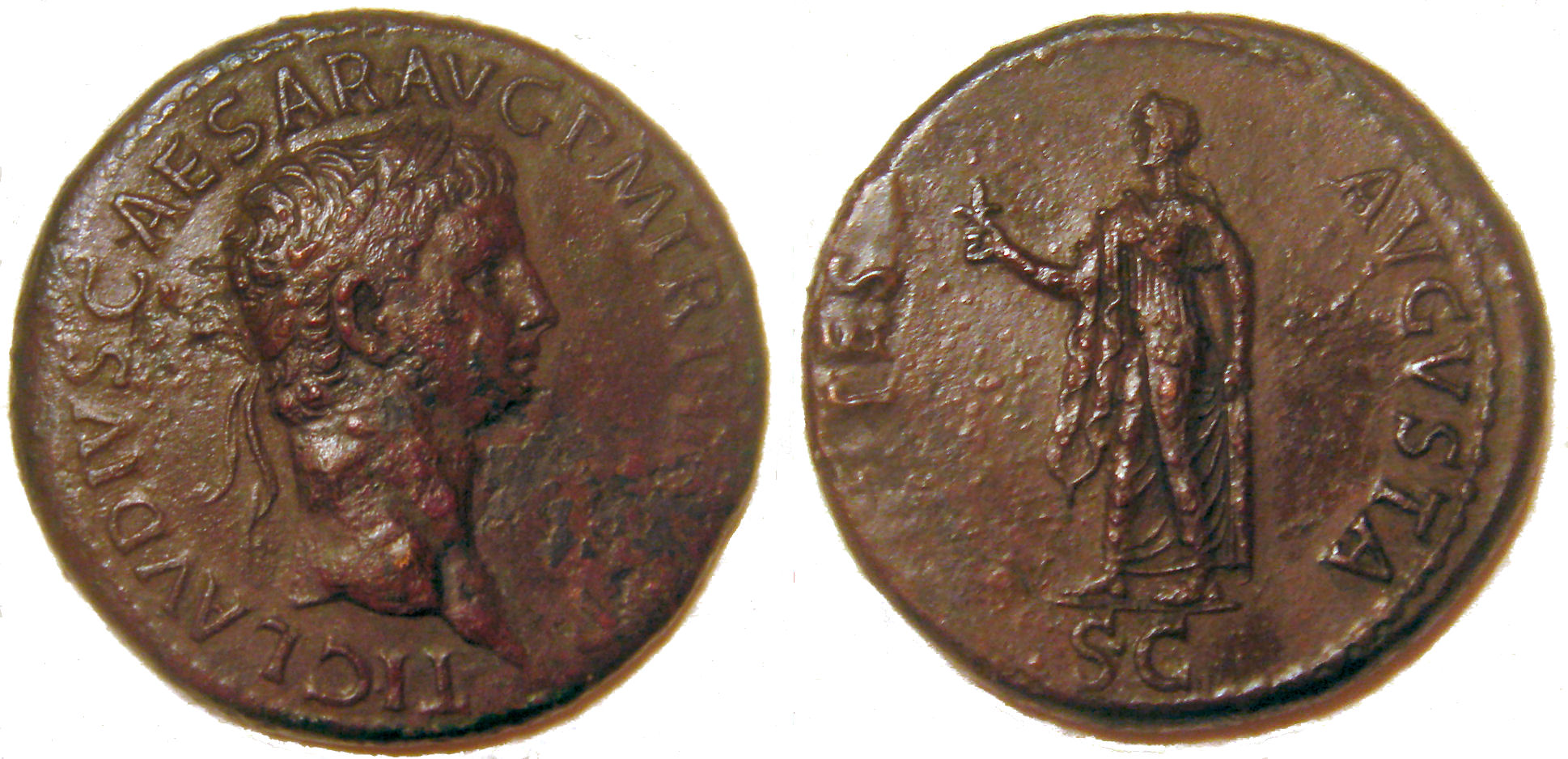
Moneta dell'età di Claudio con la raffigurazione della Spes

Nella mitologia romana, l'equivalente dell'Elpis è la Spes che viene onorata come una dea sin dai tempi più antichi. Soprattutto nel periodo dell'Impero il culto della dea assume un valore politico rappresentando l'attesa di una felice successione imperiale. A cominciare da Claudio, che fa raffigurare la dea sulle monete in occasione della nascita del figlio Britannico, la spes viene quindi caratterizzata nelle epigrafi con le epiteti di «Augusta, Augusti, Augustorum o anche 'publica e p(opuli)R(omani), a cui si aggiungono, sotto i Severi, perpetua e firma.
Con Antonino Pio la spes assume un valore religioso nella riproduzione della defunta moglie Faustina in una serie di monete che la raffigurano come la diva Spes: una giovane donna che incede, sollevando l'orlo della veste con un bocciolo di fiore nella mano destra.
L'imperatore vuole quindi significare che l'azione benefica di Faustina continua anche dall'aldilà per coloro che sperano in lei.
Con gli imperatori cristiani la Spes, che non viene più rappresentata secondo l'iconografia pagana, assume un pieno significato religioso ultraterreno e perde i suoi epiteti mondani.

### Lo stoicismo

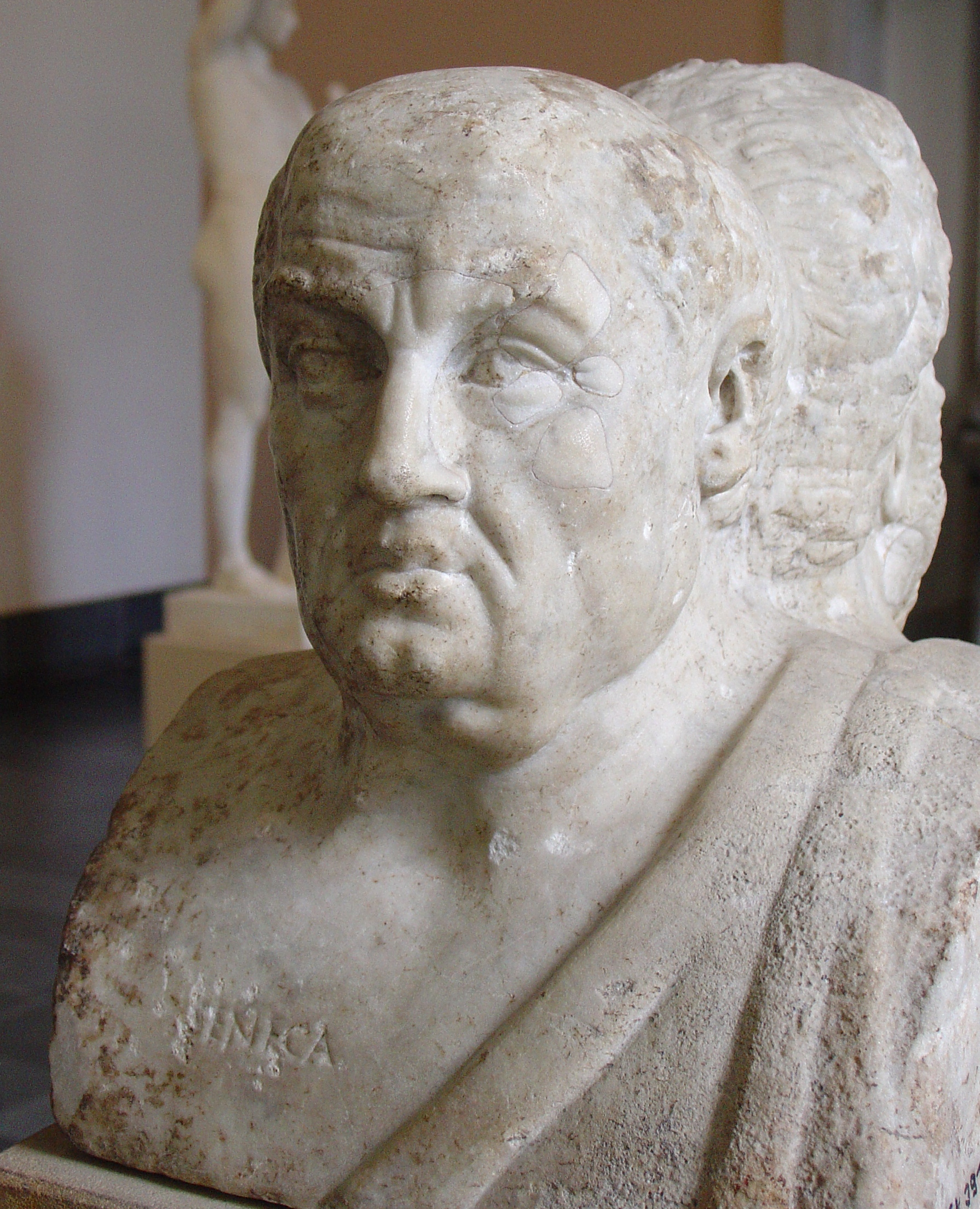
Doppia erma rappresentante Seneca e Socrate

Il tema della speranza è presente nello stoicismo con la sua visione di un Cosmo retto dalla Ragione universale dove vive l'uomo partecipe del lògos e portatore di una "scintilla" di fuoco eterno. L'essere umano è infatti l'unica creatura, fra tutti i viventi, nel quale il Lògos si rispecchia perfettamente: egli è pertanto un microcosmo, una totalità nel quale tutto l'universo è riprodotto.
L'uomo deve dunque adeguarsi all'ordine razionale (ομολογία) con l'annullamento delle sue passioni (apatheia) se vuole raggiungere la saggezza, garanzia di una vita serena. E tra le passioni da mettere da parte vi è in primo luogo la speranza poiché «il saggio è colui che sa vivere senza speranza e senza paura».

Avendo fiducia di come tutto sia regolato necessariamente dal Λόγος, il saggio è tale in quanto abbandona il punto di vista relativo dell'io individuale per assumere un punto di vista assoluto, una visione della realtà sub specie aeternitatis. Al punto culminante del suo complesso itinerario spirituale, reso possibile dalla filosofia, egli approda così ad un'unione mistica e ascetica con il tutto.
Ma il tutto rimane in un ambito terreno e privo di trascendenza: il divino rimane immanente all'universo e all'uomo in una concezione panteistica che ritroveremo secoli dopo in Baruch Spinoza dove «la speranza è un difetto di conoscenza e un'impotenza della mente» per cui «quanto più ci sforziamo di vivere sotto la guida della ragione, tanto più dobbiamo sforzarci di dipendere il meno possibile dalla speranza».

### La speranza cristiana

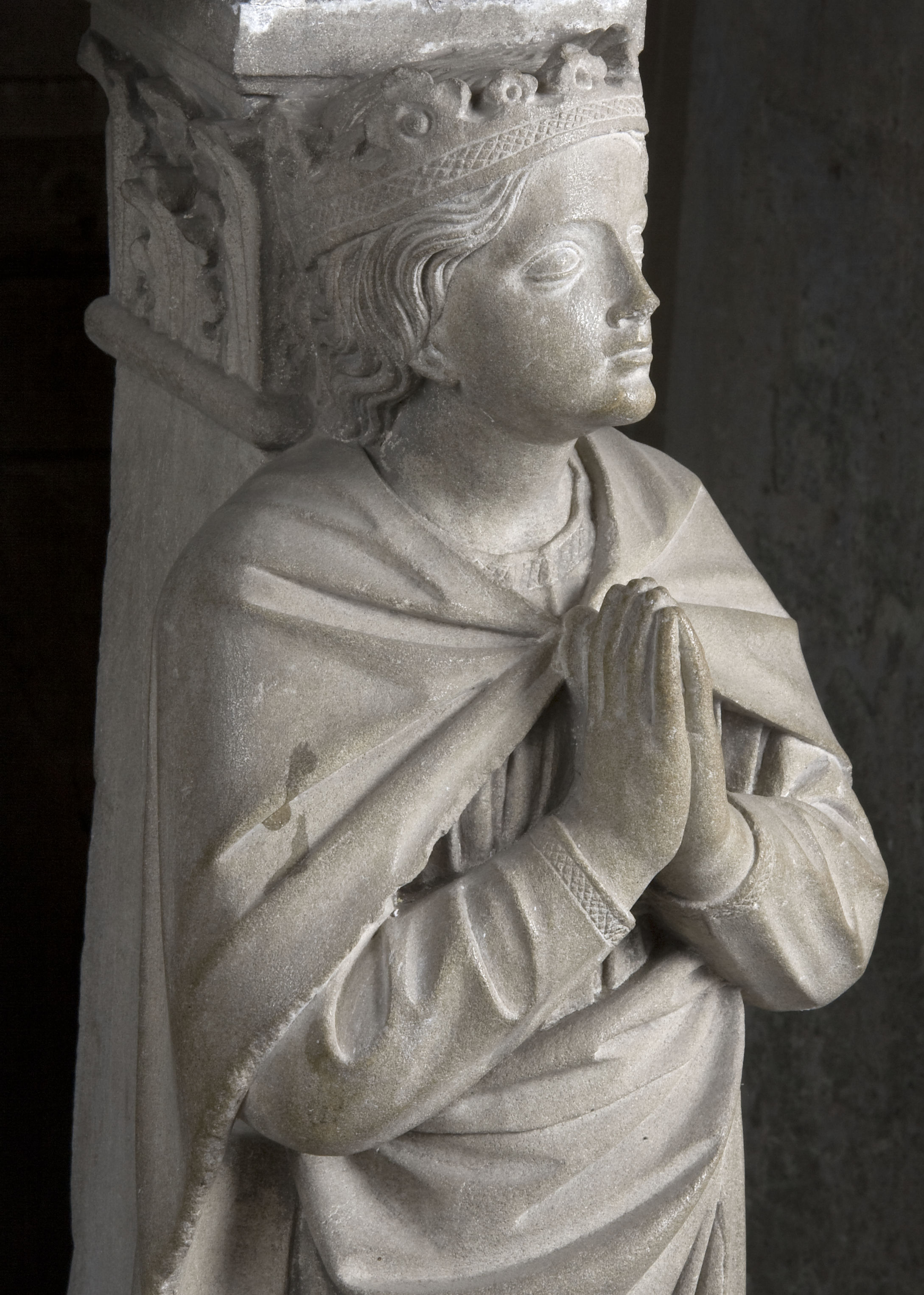
Speranza, particolare sarcofago Branda Castiglioni (1443), Collegiata Castiglione Olona

Se nell'ellenismo pagano si connotava la differenza tra falsa e vera speranza nella sopravvivenza nell'aldilà, già nel messaggio biblico la "speranza d'immortalità" trova certezza in Dio («Lo spirito di coloro che temono il Signore vivrà, perché la loro speranza è posta in colui che li salva»): se quindi «La speranza dell'empio è come pula portata dal vento» per coloro che hanno vissuto secondo il comando divino «la loro speranza è piena d'immortalità» ed anzi essi possono sperare nella resurrezione dei corpi: «la speranza di riavere di nuovo da Dio queste membra» e «la speranza di essere da lui di nuovo resuscitati»

#### Filone Alessandrino
Filone Alessandrino fonda una metafisica della speranza che diviene costitutiva dell'essenza umana. Ogni azione dell'uomo si basa sulla speranza e, come già aveva affermato la sapienza greca, «tutta la nostra vita è piena di speranze».
La speranza è anche una "consolazione naturale" che quando siamo afflitti dalla disgrazia ci spinge a superare la paura e ad avere speranza in un bene futuro che rimedi al male che ci ha colpito e, del resto, se la speranza è «attesa dei beni», la paura è «attesa dei mali»:
L'essenza dell'uomo va ricercata nel rapporto che egli ha con Dio suo creatore che nel crearlo ha sperato nell'uomo che, come detentore di speranze, differisce dagli animali ma che non si deve illudere del valore delle sue false speranze poiché l'unica vera Speranza è quella riposta in Dio, «sia perché è causa della nascita stessa della speranza sia perché è l'unico in grado di custodirla intatta e pura» di modo che l'uomo diviene realmente l'essere composto di natura mortale e immortale.

#### I padri della Chiesa

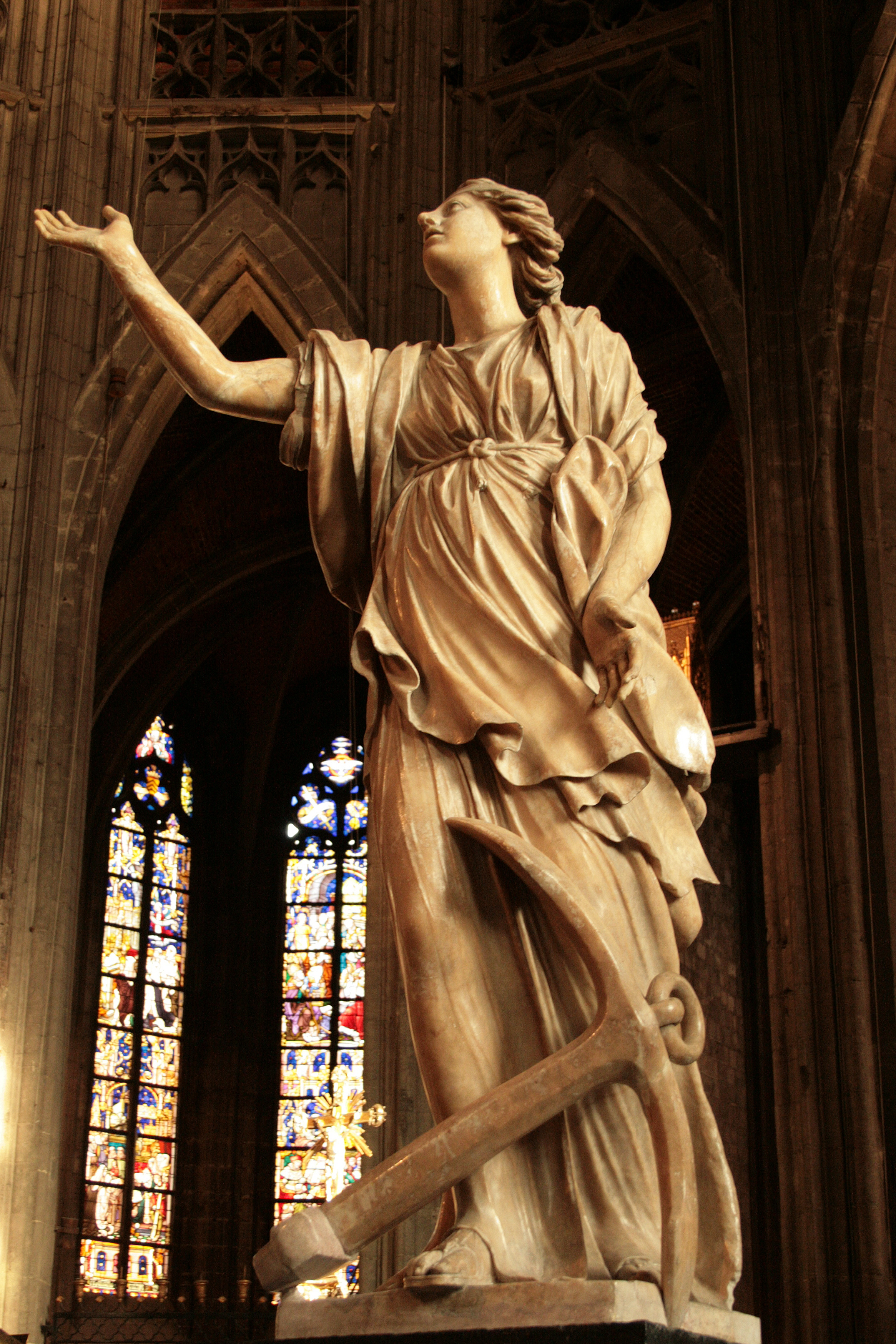
L'àncora simbolo della speranza cristiana

Mentre quindi l'uomo può alimentare la speranza con timore, invece, sperando in Dio, ha quasi certezza poiché è Dio, che non può mentire, che ha promesso il bene. Dice S. Agostino: «È perché hai promesso che mi hai fatto sperare» ed aggiunge: 
E così anche Eusebio e Sant'Ambrogio: «Ricorda la promessa fatta al tuo servo con la quale mi hai dato speranza».
I padri della Chiesa distinguono però non solo tra false speranze (ricchezze, onori, potere...) e la "vera" speranza rivolta a Dio ma anche tra le cadùche speranze umane (la salute, la pace in famiglia ecc.) e la speranza in Dio l'unica che appaga l'uomo poiché è naturale che l'uomo speri cose buone come la salute ecc. «...ma deve cercare Colui che le ha fatte. È Lui la tua speranza».
Invece gli uomini conducono la loro vita affidandosi a una serie infinita di speranze terrene che, sebbene deluse, essi continuano ad alimentare. Questo avviene perché non hanno capito, come anche quelli che si facevano cristiani per vedere realizzate le loro speranze, che come non bisogna amare le cose create ma amare in esse il Creatore (poiché colui che ha fatto le cose è meglio delle cose stesse) cosicché non bisogna attendersi la realizzazione delle speranze da Dio ma sperare Dio:

#### La "vera speranza"

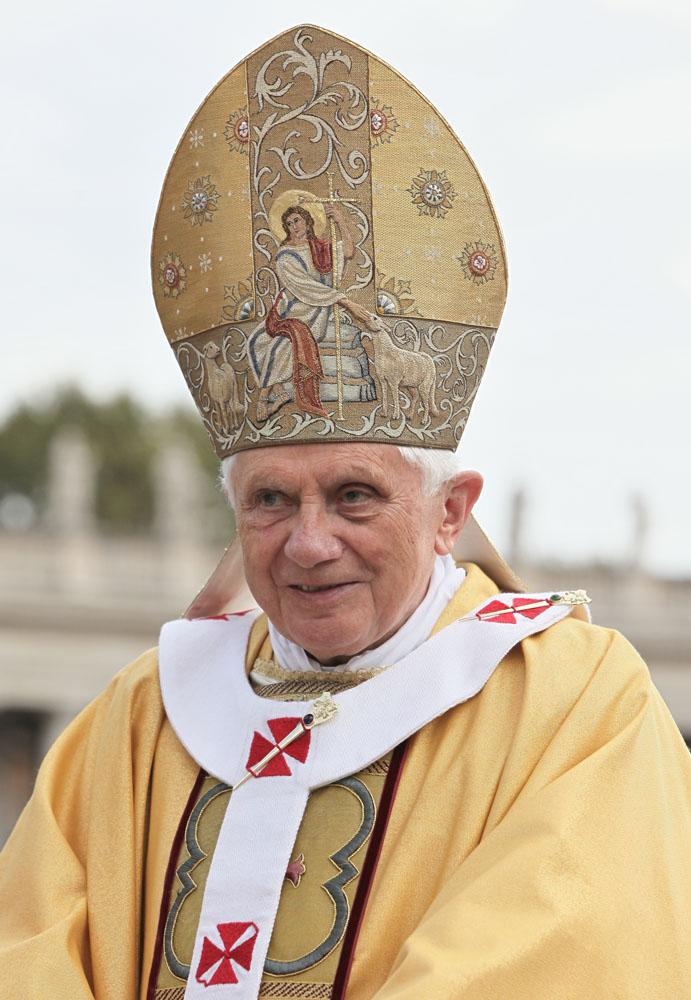
Papa Benedetto XVI

Spe salvi (in italiano Salvati nella Speranza) è la seconda enciclica di papa Benedetto XVI, pubblicata il 30 novembre 2007, dedicata alla potenza salvifica della speranza cristiana. Una speranza non individualista, ma comunitaria, come comunitaria è la vita cristiana perché discende direttamente dall'essere in comunione con Gesù ed attraverso di Lui con tutti i Fratelli.
Progressivamente, almeno a partire da Francesco Bacone, «la speranza biblica del regno di Dio è stata rimpiazzata dalla speranza del regno dell'uomo, dalla speranza di un mondo migliore che sarebbe il vero "regno di Dio"». La redenzione non si attende più dalla fede cristiana, bensì dalle conquiste tecnologiche da un lato, e da una politica pensata scientificamente dall'altro. La speranza si è tramutata così in «fede nel progresso».
Ma «il retto stato delle cose umane, il benessere morale del mondo non può mai essere garantito semplicemente mediante strutture, per quanto valide esse siano», perché l'uomo rimane sempre un essere libero che può volgere la sua libertà ora verso il bene, ora verso il male. E se anche «ci fossero strutture che fissassero in modo irrevocabile una determinata - buona – condizione del mondo, sarebbe negata la libertà dell'uomo, e per questo motivo non sarebbero, in definitiva, per nulla strutture buone».
La vera Speranza, quella che salva, viene invece presentata da Benedetto XVI come un dono della fede che è «sostanza delle realtà che si sperano», nel senso che, a differenza della fede nel progresso proiettata in un ipotetico quanto incerto futuro, essa agisce già nel presente, come certezza dell'avvenire e operante fiducia che la propria vita non finisce nel vuoto. Le speranze terrene, d'altronde, per la loro stessa natura, una volta raggiunte divengono già superate e non riescono quindi a dare quella gioia che può venire solo da una prospettiva infinita, come quella offerta appunto da Dio tramite Cristo. Uno degli esempi portati da Benedetto XVI è la vicenda dell'africana Giuseppina Bakhita, deportata e schiavizzata, la cui «speranza» non si riduceva a quella di trovare padroni meno crudeli, ma si fondava sulla grande speranza di essere attesa dall'Amore qualunque cosa le accadesse.

#### La speranza "virtù nascosta"

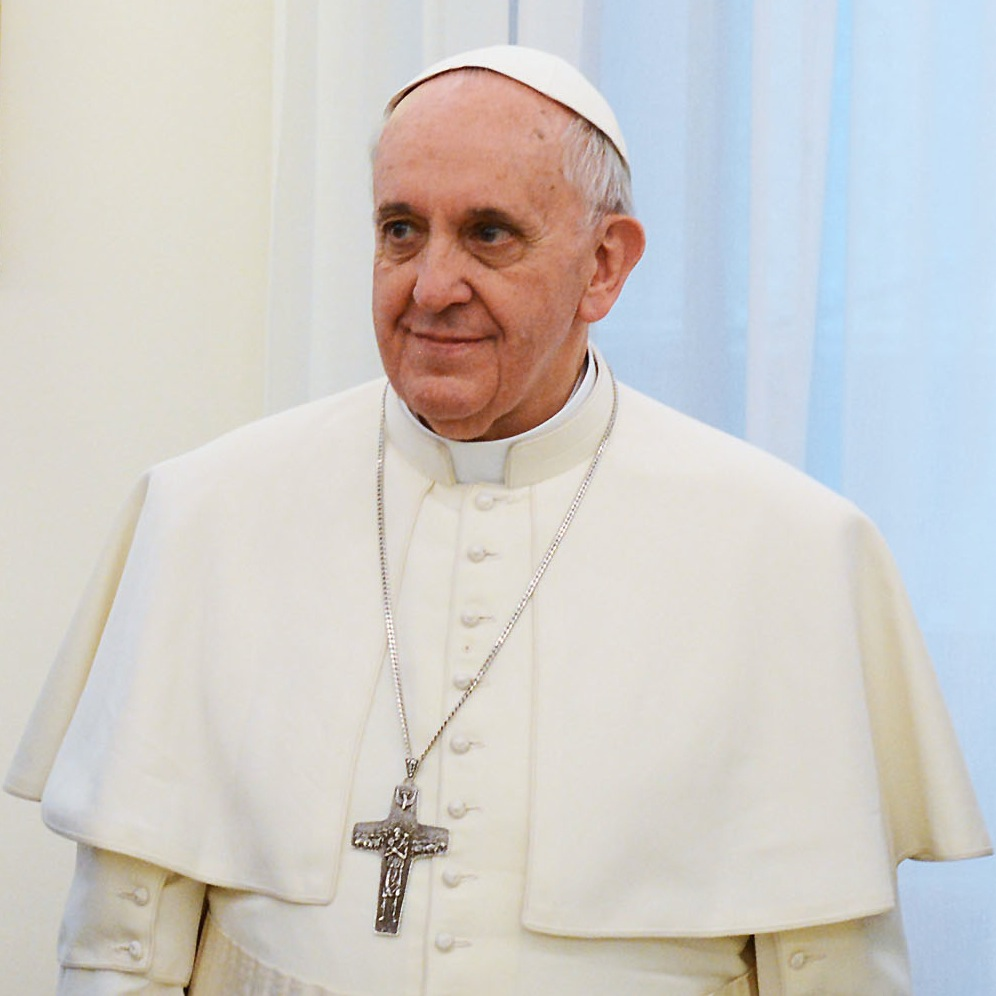
Papa Francesco

Per capire cosa sia la speranza osserva Papa Francesco «...possiamo dire per prima cosa che è un rischio. La speranza è una virtù rischiosa, una virtù, come dice san Paolo, di un'ardente aspettativa verso la rivelazione del Figlio di Dio. Non è un'illusione. È quella che avevano gli israeliti» che quando furono liberati dalla schiavitù dissero: «ci sembrava di sognare. Allora la nostra bocca si riempì di sorriso e la nostra lingua di gioia». La speranza è dunque una tensione , una fiduciosa attesa della rivelazione del figlio di Dio.
Ma «la speranza non è ottimismo, non è quella capacità di guardare alle cose con buon animo e andare avanti», e non è neppure semplicemente un comportamento positivo, come quello di certe «persone luminose, positive». Questa «è una cosa buona, ma non è la speranza». «I primi cristiani la dipingevano come un'àncora. La speranza era un'àncora» che affondava saldamente nella riva dell'aldilà. La nostra vita è come camminare sulla corda verso quell'àncora e non accontentarci della nostra buona condotta cristiana. La speranza «è una grazia da chiedere»; poiché «una cosa è vivere nella speranza, perché nella speranza siamo salvati, e un'altra cosa è vivere come buoni cristiani e non di più...».

### Speranza e paura

#### Spinoza
Il teologo Voet, attaccando il pensiero di Spinoza, lo accusò di ateismo perché questi avrebbe sostenuto che le buone azioni dell'uomo necessitano del fondamento della speranza e della paura. Spinoza si difese asserendo di aver sostenuto esattamente l'opposto di quanto affermato dal suo accusatore, e cioè che l'amore per Dio non può basarsi sulla paura delle punizioni o sulla speranza dei premi. E aggiungeva il filosofo olandese che il comportamento di Voet si spiegava perché «egli non trova nella stessa virtù e nell'intelletto nulla che lo soddisfi, e vivrebbe volentieri secondo l'impulso delle sue passioni, se non glielo impedisse il solo fatto che egli ha paura del castigo. Egli si astiene dunque dalle male azioni e osserva i divini comandamenti con la medesima riluttanza di uno schiavo e di un animo titubante.» Gli uomini invero agiscono spinti dalla speranza e dalla paura e occorrono allora precetti e comandamenti che li regolino ma non quelli basati sulla speranza e sul timore ma quelli fondati sulla ragione e sull'amore disinteressato verso il Deus sive Natura.
Osservava Cartesio come

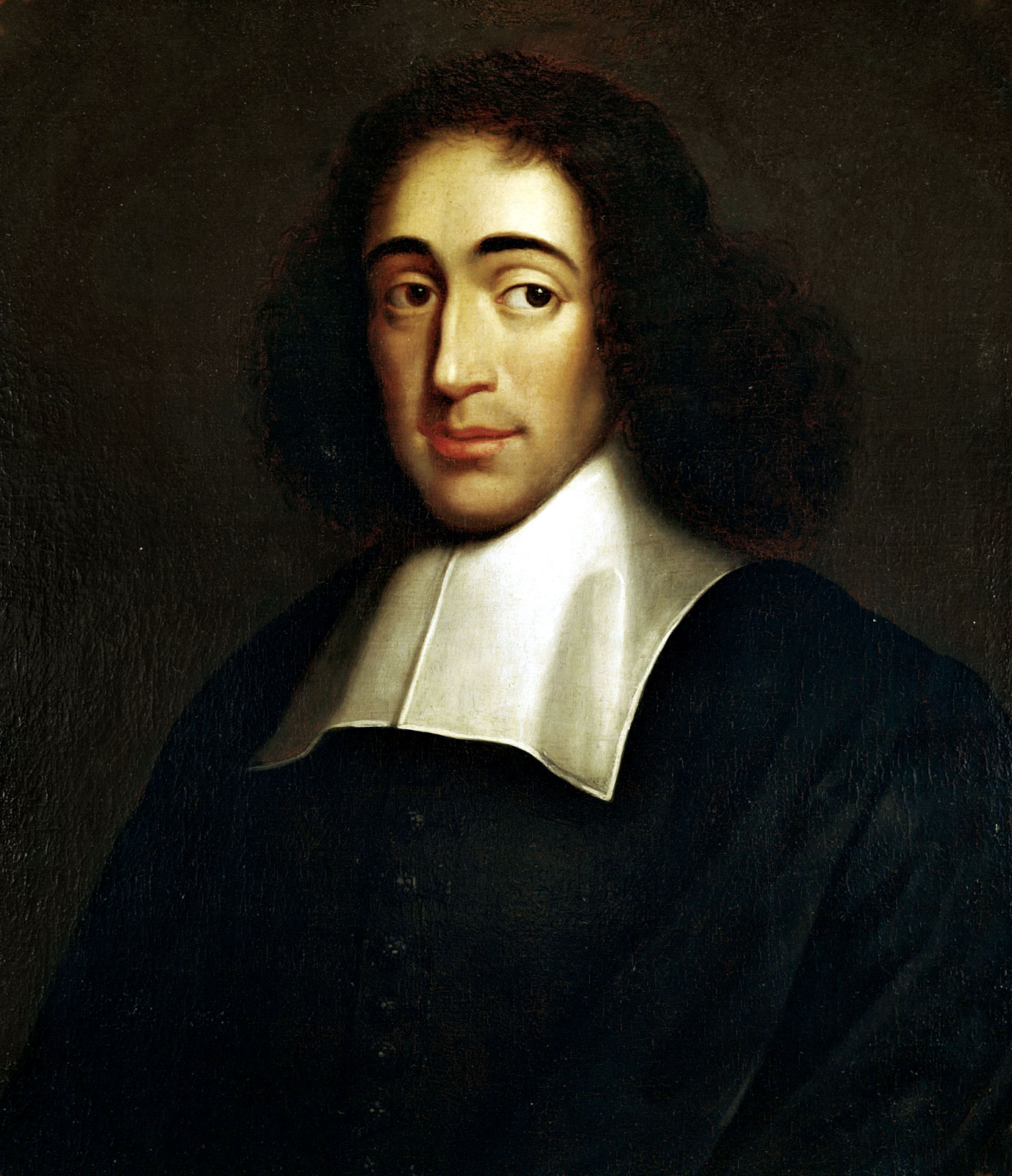
Baruch Spinoza

La connessione della paura alla speranza, che in Cartesio ha toni sfumati, assume in Spinoza un ruolo predominante nell'ostacolare la perfezione etica dell'uomo:
Poiché i due contrastanti sentimenti della speranza e della paura si basano sul dubbio e sull'incertezza del presente assumono toni così virulenti che né la ragione né la volontà riescono a guidarli al punto che la volontà dell'uomo o si paralizza nella rassegnazione o reagisce con violenza verso ciò che gli fa paura.
Spinoza sostiene quindi che bisogna opporsi alla speranza e alla paura non perché, come sostenevano gli stoici, questi sentimenti allontanino gli uomini, che guardano al futuro, da ciò che di buono il presente può loro offrire ma perché impediscono all'uomo di raggiungere quel perfezionamento di sé che annullerà sia la speranza, fuga dalla realtà terrena, che la paura, impedimento della saggezza. Solo con la cessazione della speranza e della paura, fonti di passività, d'incertezza e di cieca obbedienza al potere teologico-politico, l'uomo diverrà libero, padrone di sé.
Così opponendosi alla paura Spinoza, politicamente, si oppone all'assolutismo e alla ragion di Stato e, in termini religiosi, rifiuta il precetto biblico del timor Domini, initium sapientiae (Il timore di Dio è l'inizio della saggezza). Opponendosi alla speranza, Spinoza colpisce il fulcro della religione che, sostituendosi allo Stato inefficace, promette al fedele la perfezione del Regno dei cieli.
Se invece ci convinciamo, tramite la scienza intuitiva che volontà e intelletto, mente e corpo, sono in Dio la stessa cosa, cioè che la mente è un modo dell'attributo pensiero e il corpo un modo dell'attributo estensione - poiché pensiero ed estensione sono i due attributi dell'unica sostanza divina, anzi sono essi stessi la sostanza divina - allora non essendo l'intelletto, distinto dalla volontà, e quindi non essendoci libero arbitrio, nel senso di un intelletto che guidi liberamente la volontà, noi dobbiamo vivere nel mondo, non sperando in un fine e pensando di poterlo trovare liberamente, ma convincendoci che l'uomo è compartecipe della natura divina e quindi può vivere saggiamente «sopportando l'uno e l'altro volto della fortuna, giacché tutto segue dall'eterno decreto di Dio con la medesima necessità con cui dall'essenza del triangolo segue che i suoi tre angoli sono uguali a due retti... Non odiare, non disprezzare, non deridere, non adirarsi con nessuno, non invidiare in quanto negli altri come in te non c'è una libera volontà (tutto avviene perché così è stato deciso).

#### Pascal

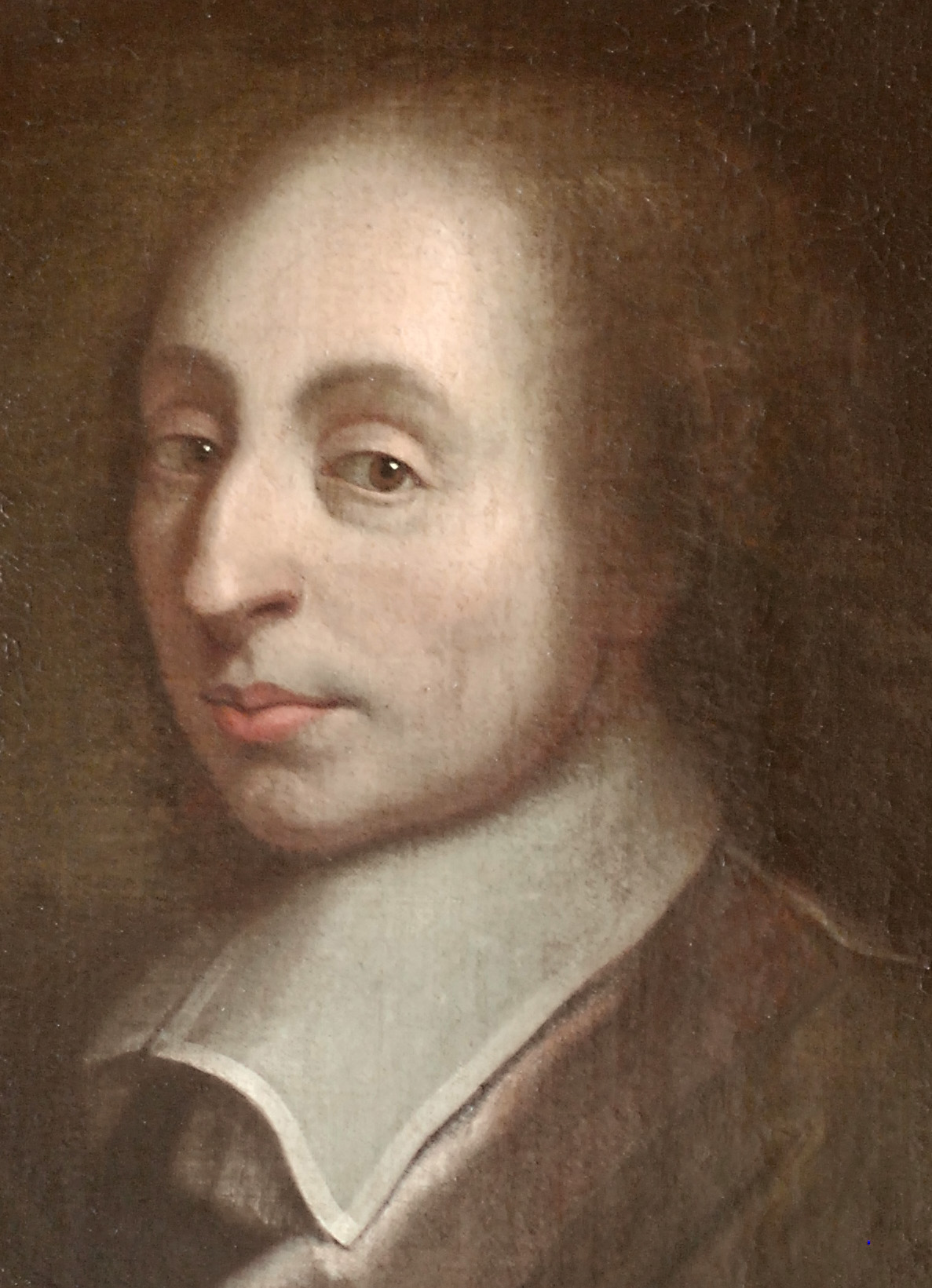
Blaise Pascal

Per l'incertezza del finale giudizio divino secondo Blaise Pascal «La speranza dei cristiani di possedere un giorno un bene infinito è commista di gioia effettiva e di timore.» Ma di fronte a quel bene infinito vale la pena di scommettere e rischiare per guadagnarsi un premio così grande. L'incertezza che attraversa tutta la nostra vita ci suggerisce il consiglio stoico di guardare al presente più che al futuro e di ricorrere alla conoscenza non perché essa come pensava Spinoza possa farci superare la paura connessa alla speranza ma come strumento per calcolare meglio le probabilità di vincere la scommessa della felicità ultramondana.

### Esistenzialismo
Nell'esistenzialismo rivolto a descrivere il mondo dell'uomo oltre i consolatori razionalismi astratti, l'appello alla speranza è un punto centrale. Afferma per esempio Karl Jaspers, nel solco già tracciato da Søren Kierkegaard, che «ci è data l'angoscia. Ma l'angoscia è il fondamento della speranza.»
Soprattutto nell'esistenzialismo francese il richiamo alla speranza generata dall'angoscia è un elemento frequente per la salvezza dell'uomo: così Gabriel Marcel:

### Il principio speranza

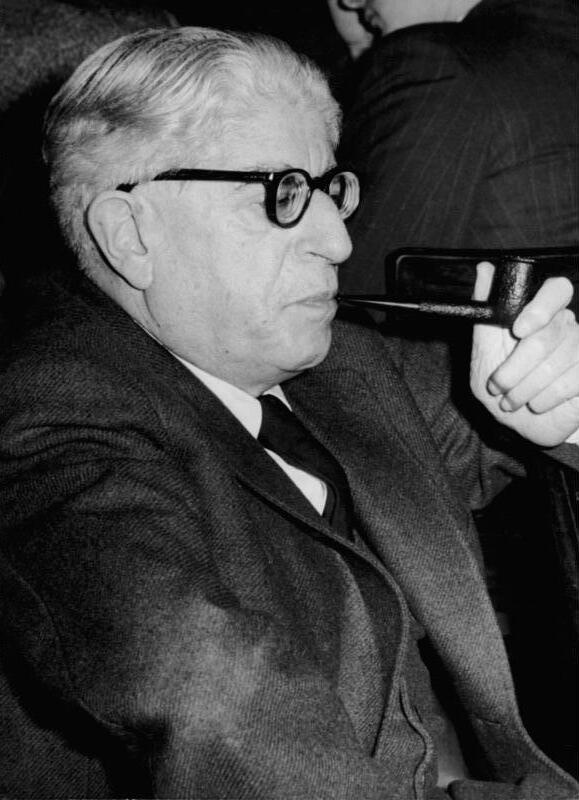
Ernst Bloch

Un significato del tutto diverso da quello spinoziano si ritrova ne Il principio speranza, l'opera (pubblicata in tre volumi dal 1953 al 1959), dove Ernst Bloch sosteneva che speranza e utopia sono elementi essenziali dell'agire e del pensare umano. Egli intendeva così porre in luce il contenuto utopico del pensiero di Karl Marx, che viene ad assumere, nell'interpretazione di Bloch, una peculiare tensione messianica. Bloch tentò di stabilire un collegamento fra marxismo e Cristianesimo, poiché in quest'ultimo riconosceva un significato utopico, come speranza di una redenzione, che il marxismo avrebbe trasformato in una prospettiva rivoluzionaria.
Ne Il principio speranza, Bloch mostra come la capacità dell'uomo di anticipare i progetti più alti mettendo in moto il reale sviluppo storico, si manifesti sia nelle piccole forme immaginative che caratterizzano la vita quotidiana, le favole, i racconti fantastici dei film e degli spettacoli teatrali sia nelle grandi concezioni religiose, filosofiche.
In tutte queste forme della capacità anticipante dell'uomo, l'elemento fondamentale è la speranza, la quale non è solo qualcosa di puramente soggettivo ma anche aspetto reale dello sviluppo concreto dell'essere che non è infatti ontologicamente definibile nella sua immediata staticità e cristallizzazione ma il vero, vitale essere è il non-essere-ancora ben rappresentato dalla speranza intesa come concreta forza di voler costruire, con precisione razionale, la realtà.
Tuttavia, già nell’Introduzione alla traduzione italiana di quest'opera principale di Bloch, Remo Bodei ricorda che non tutti i miti e i filosofi hanno considerato la speranza una virtù.
E di ciò sembra accorgersi pure lo stesso Bloch, sia prendendo atto delle impreviste e non volute ricadute del suo pensiero sulla "Teologia della speranza" del protestante Moltmann, sia inserendo al capitolo 20 della sua opera un'importante alternativa: la speranza non più come sguardo ottimisticamente diretto al futuro, bensì come immersione nelle potenzialità insite nel presente, quando l'uomo tenta di vivere cogliendo l'eternità nell'istante, il carpe aeternitatem in momento e il nunc aeternum dell'attimo oscuro.
La nostra coscienza del presente, che noi crediamo chiara, in effetti è offuscata: alla base del faro non c'è luce; noi dobbiamo dirigere la sua luce della speranza su ogni attimo della nostra vita presente, altrimenti la luce del faro si perde nella notte del futuro.